# Ute Kittelberger
Ute Kittelberger (née le 7 octobre 1958 à Ludwigshafen, morte le 4 septembre 2021 à Wachenheim an der Weinstraße) est une mannequin et actrice allemande.

## Biographie
À 15 ans, Kittelberger est élue Bravo (de)-Girl de l'année 1973 et deux mois plus tard International Teen Princess (en).
Entre 1973 et 1975, elle joue dans quatre longs métrages, dont Deux au septième ciel aux côtés du chanteur de schlager Bernd Clüver, qu'elle épousera en 1980. En 1974 et 1975, Kittelberger reçoit le Bravo Otto d'or et en 1976 le Bravo Otto d'argent dans la catégorie « Meilleure espoir actrice de cinéma ».
Après le divorce d'avec Clüver, en 1981, elle devient la compagne du pilote de Formule 1 Elio de Angelis, quand il meurt dans un accident le 15 mai 1986 lors d'essais sur le circuit Paul-Ricard. En 1988, elle épouse le viticulteur Thomas Hensel. Le mariage donne trois enfants. Ute Kittelberger vit avec sa famille dans le domaine viticole d'Odinstal à Wachenheim an der Weinstrasse jusqu'à sa mort subite, une crise cardiaque, à l'âge de 62 ans en septembre 2021.

## Filmographie
- 1973 : Château de Saint-Hubert
- 1973 : Wenn jeder Tag ein Sonntag wär
- 1974 : Deux au septième ciel (de)
- 1975 : Le Roi de l'edelweiss